# Stacey Abrams
Stacey Yvonne Abrams (Madison, 9 de diciembre de 1973) es una política, abogada, novelista y empresaria estadounidense. Lideró la minoría del Partido Demócrata en la Cámara de Representantes del estado de Georgia de 2011 a 2017 y en 2018 fue candidata para gobernadora de Georgia, convirtiéndose en la primera mujer negra candidata a gobernadora por uno de los grandes partidos estadounidenses. En febrero de 2019 fue elegida por el Partido Demócrata para dar la réplica al discurso presidencial de Donald Trump del estado de la unión, siendo la primera mujer negra en la historia de EE. UU. en dar la réplica a un presidente en este debate.
En 2022, Craig Holman, del instituto de investigación Public Citizen, acusó a Abrams de conflicto de intereses, al haber canalizado $9.4 millones en donaciones al despacho de la jefe de su campaña política.

## Biografía
Nació en Madison (Wisconsin) y creció junto a sus cinco hermanos en un hogar humilde rural en Gulfport (Misisipi). La familia se trasladó a Atlanta donde sus padres, la reverenda Carolyn y el reverendo Robert Abrams se convirtieron en ministros metodistas.
Conoció bien la situación de la sanidad en Estados Unidos. La familia sufrió las consecuencias de tener que afrontar las facturas médicas derivadas del cáncer del padre. Estas obligaciones familiares y la deuda adquirida para pagar sus estudios universitarios provocaron algún retraso en sus pagos a Hacienda, según contó en sus memorias publicadas durante la campaña a gobernadora de Georgia.
En estas memorias también cuenta que fue un desengaño amoroso a los 18 años el que le llevó a tomarse en serio el futuro. En vez de encerrarse a llorar se sentó delante del ordenador para realizar un plan para los próximos 40 años que incluía escribir una novela romántica antes de los 24 años –objetivo que llegó a cumplir–, hacerse millonaria con una empresa antes de los 30 y convertirse en alcaldesa de Atlanta.

### Estudios
Estudió en la Avondale High School y fue seleccionada para el Telluride Association Summer Program. Mientras estaba en la escuela secundaria, fue contratada como mecanógrafa para una campaña en el Congreso y más tarde, a los 17 años, fue contratada como redactora de discursos.
En 1995, Abrams se licenció en Estudios Interdisciplinarios (Ciencias Políticas, Economía y Sociología) en el Spelman College. Mientras estaba en la universidad, Abrams trabajó en el departamento dedicado a la juventud en la oficina de Atlanta del alcalde Maynard Jackson, del Partido Demócrata que fue el primer alcalde negro de Atlanta. Más tarde se incorporó a la Agencia de Protección Ambiental. Como estudiante de primer año, participó en una protesta en las escaleras del Capitolio de Georgia en 1992 en la que se quemó una bandera recordando el gesto de 1956 del movimiento en defensa de los derechos civiles.
Con el apoyo del Harry S. Truman Scholarship dedicado a potenciar a jóvenes con dotes de liderazgos estudió políticas públicas en la Universidad de Texas en Austin y obtuvo una maestría en asuntos públicos en 1998. En 1999, se licenció en derecho en la Facultad de Derecho de Yale.

### Carrera jurídica y empresarial
Después de graduarse de la escuela de derecho, Abrams trabajó como abogada tributaria en la firma de abogados Sutherland Asbill & Brennan de Atlanta, dedicada a organizaciones exentas de impuestos, atención médica y finanzas públicas. En 2010, mientras era miembro de la Asamblea General de Georgia, Abrams cofundó y se desempeñó como vicepresidenta senior de NOW Corp. una firma de servicios financieros. También fue cofundadora de Nourish, Inc., una compañía de bebidas para bebés y menores. Además, Abrams fue CEO de Sage Works, una firma de consultoría legal.

### Trayectoria política
En 2002, a los 29 años , Abrams fue nombrada Fiscal Adjunta de la Ciudad de Atlanta.

#### Cámara de representantes de Georgia 2007 - 2017

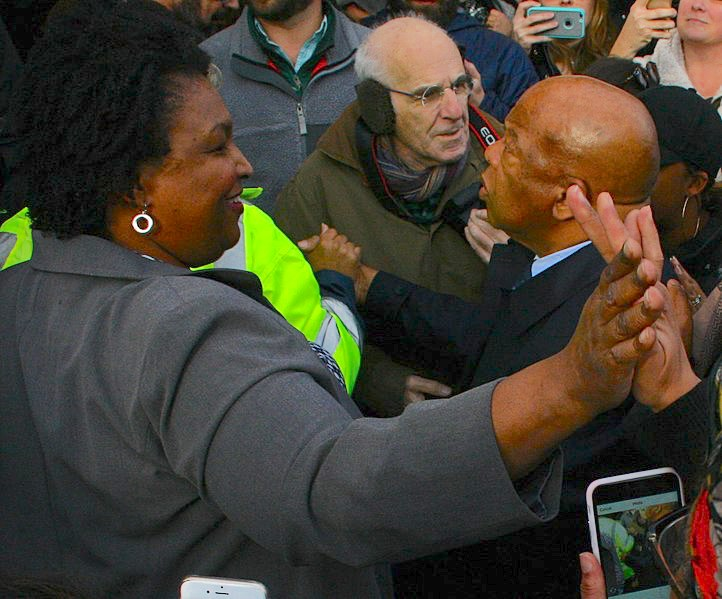
Stacey Abrams con John Lewis en 2017

Abrams representó el Distrito 89 de la Cámara de Representantes, que incluye partes de la Ciudad de Atlanta y el Condado de DeKalb no incorporado, participando en los comités de Apropiaciones, Ética, Poder Judicial No Civil, Reglas y Formas y Medios.
De 2011 a 2017 asumió el liderazgo de la minoría del Partido Demócrata en la Cámara de Representantes. Trabajó en un programa de becas y apoyo a la financiación de préstamos a bajo interés para estudiantes, realizó el análisis de un proyecto republicano demostrando que el 82% de la población de Georgia vería aumentar sus impuestos, también destacó su trabajo con los republicanos para la financiación del transporte público, etc. Según la revista Times, Abrams "puede presumir de manera creíble de haber parado ella sola el mayor aumento de impuestos en la historia de Georgia".

#### Candidata a Gobernadora de Georgia
El 22 de mayo de 2018 ganó en primarias a Stacey Evans para ser candidata del Partido Demócrata a gobernadora de Georgia. Tuvo el apoyo de Bernie Sanders y del movimiento progresista Our Revolution planteando en su plataforma los problemas de la infancia y la desigualdad económica. Se convirtió así en la primera mujer negra en Estados Unidos candidata de un gran partido a gobernadora. También obtuvo el respaldo del antiguo presidente de Estados Unidos Barack Obama.
 

Con un programa progresista en un estado tradicionalmente conservador. Su contrincante llegó a describirla como la reencarnación de Bernie Sanders. 

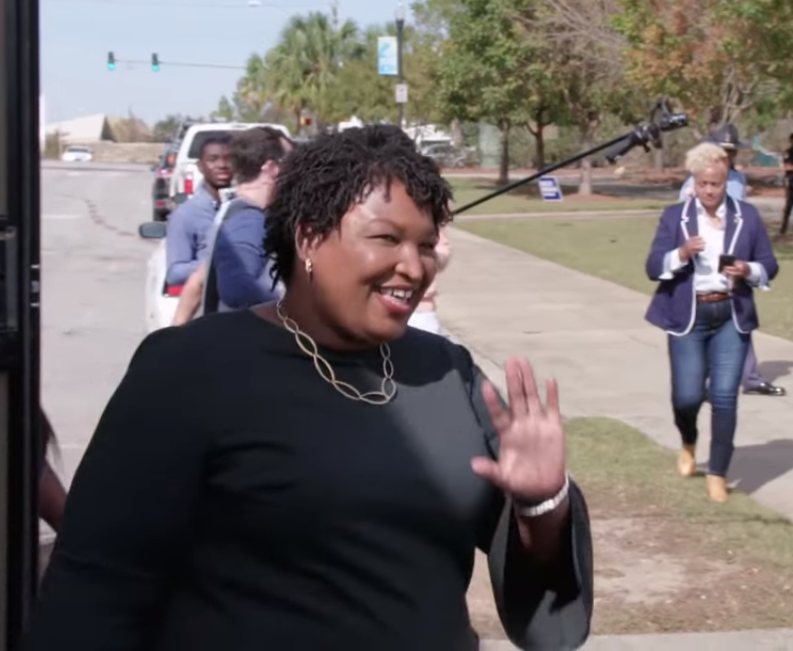
Stacey Abrams en campaña para ser elegida gobernadora de Georgia (2018)

En su campaña enfocada a movilizar el voto de afroamericanos y jóvenes, grupos que no suelen participar en las elecciones, Abrams prometió ser "la gobernadora de la educación pública", aumentando el presupuesto en dicha área después de años de recortes, ampliar los seguros de salud y los servicios para los drogadictos (uno de sus hermanos lo es).
Sus índices de aprobación superaban por 15 puntos a su contrincante y se perfiló como la primera gobernadora afroamericana de EE. UU. Perdió sin embargo por la mínima, por 2 puntos, frente al candidato republicano Brian Kemp y se resistió a admitir su derrota denunciando irregularidades electorales, entre ellas la restricción del voto de la población negra, lo que contribuyó a incrementar su popularidad entre las filas del Partido Demócrata. Entre las causas que defiende está denuncia de las leyes electorales de Estados Unidos dificultan el registro y el ejercicio del voto de los ciudadanos más desfavorecidos.

#### Réplica al presidente en el estado de la unión
En febrero de 2019 Abrams fue la elegida por el Partido Demócrata para dar la réplica al presidente Donald Trump en el debate del estado de la unión. Su elección fue interpretada por parte de los analistas como un reconocimiento a la mayoría que brindó al Partido Demócrata la mayoría en la Cámara de Representantes en noviembre de 2018. Abrams es la primera mujer negra en dar la réplica al presidente en el debate del estado de la unión.

### Trayectoria literaria
Abrams es autora de ocho novelas des suspense romántico escritas con el seudónimo de Selena Montgomery.

## Vida personal
Su hermana, Leslie Abrams, es jueza federal del Distrito Mediano de la Geórgia.